# W-6
W-6 — тральщик Імперського флоту Японії, який взяв участь у Другій світовій війні.
Корабель, який належав до типу W-5, спорудили у 1929 році на верфі компанії Sakurajima Ironworks у Осаці.
З листопада 1941-го W-6 належав до 9-ї військово-морської бази. 8 листопада він полишив Куре, певний час провів у районі порту Самах (острів Хайнань), а 3 грудня прибув до місця базування в бухті Камрань (центральна частина в'єтнамського узбережжя). 5 грудня W-6 вирушив звідси для підтримки операцій зі вторгнення на південь Таїланду та до Малаї. З 11 по 18 грудня тральщик перебував у Сінгорі (Таїланд), яка була захоплена японським десантом ще в першу добу війни.
21 грудня 1941-го W-6 прибув до Мірі (центр нафтовидобутку на північно-західному узбережжі Борнео, який перейшов у руки японців ще 16 грудня), звідки вийшов наступної доби для супроводу транспортів, що мали доправити десант у Кучинг (інший центр нафтової промисловості Борнео). Висадка успішно відбулася в ніч проти 24 грудня.
26 грудня 1941-го W-6 ще перебував біля Кучингу, де був атакований та потоплений нідерландськими бомбардувальниками.